# ʠ
Cette page contient des caractères spéciaux ou non latins. S’ils s’affichent mal (▯, ?, etc.), consultez la page d’aide Unicode.
ʠ, appelé Q crochet ou Q crocheté, était un symbole de l'alphabet phonétique international (API). Sa forme est dérivée du q avec en plus un crochet.
Il a été utilisé dans l'alphabet phonétique international à partir de 1989 pour représenter une consonne injective, jusqu’en 1993 et est représentée par [ʛ̥]) depuis lors.
Il ne faut pas le confondre avec Q hameçon (Ɋ ɋ) qui est aussi formé à l'aide d'un crochet.